# Johann Christian Wilhelm Juncker

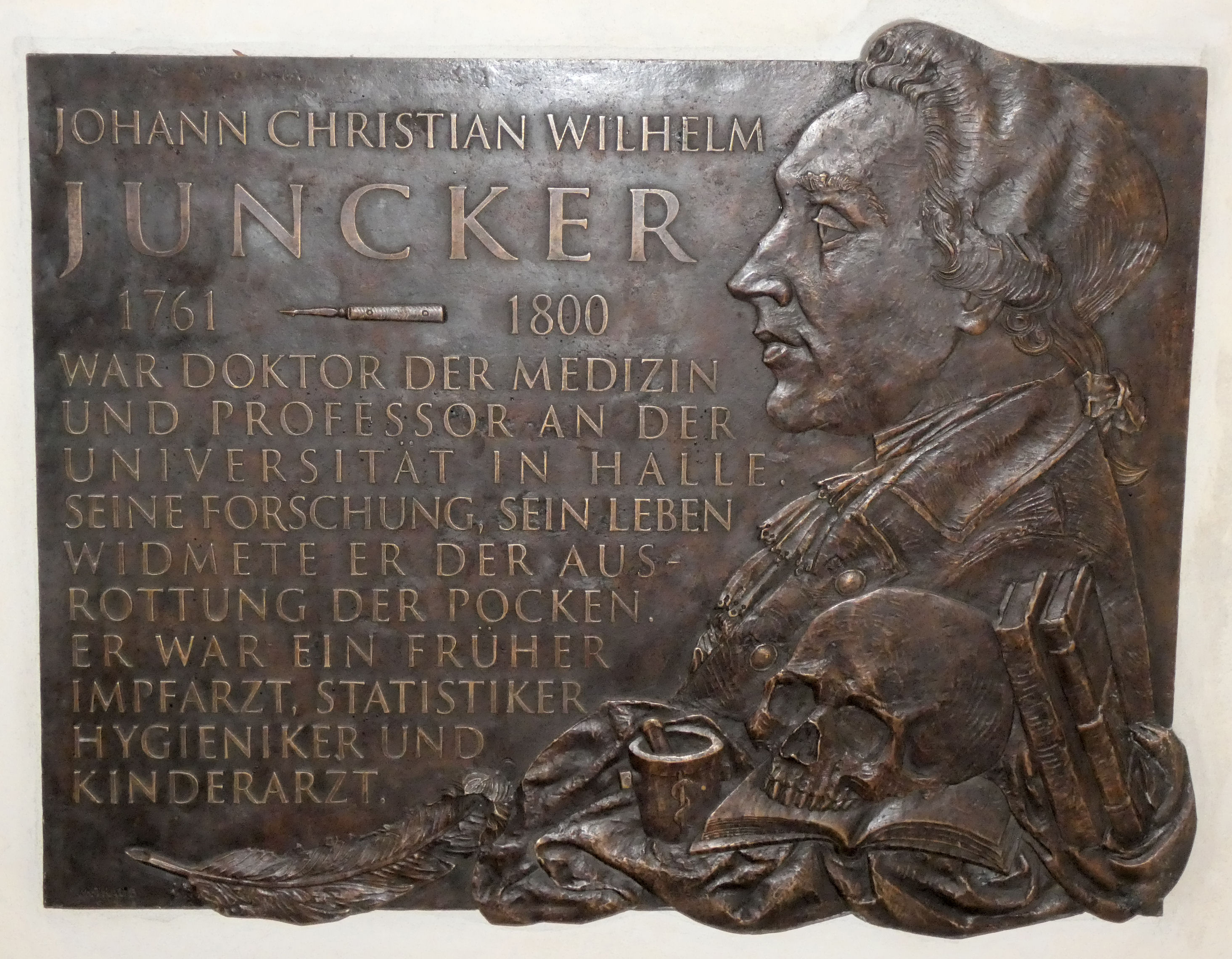
Gedenktafel für Johann Christian Wilhelm Juncker im Gruftbogen 17 auf dem Stadtgottesacker Halle

Johann Christian Wilhelm Juncker (* 30. Juni 1761 in Halle (Saale); † 27. Dezember 1800) war ein deutscher Mediziner. Juncker war ab 1788 Professor der Medizin an der Halleschen Universität. Große Verdienste erwarb er sich bei der Erforschung der Pocken und der Einführung der Pockenschutzimpfung.

## Leben

### Familie
Juncker entstammte einer Familie, aus der zahlreiche Mediziner und Ärzte hervorgegangen sind. Sein Großvater Johann Juncker (1679–1759) war Mediziner, ebenso sein Vater Friedrich Christian Juncker (1730–1770). Beide waren Professoren und Rektoren an der Universität Halle. Friedrich Christian Juncker heiratete 1758 Johanna von Werther, die Mutter von Johann Christian Wilhelm. Bereits wenige Tage nach seiner Geburt schrieb ihn sein Vater in das Immatrikulationsbuch der Halleschen Universität ein, eine damals übliche Praxis für Angehörige der Universität.

### Beruflicher Werdegang
Juncker besuchte die Latina in den Franckeschen Stiftungen in Halle, in denen schon sein Vater und Großvater als Leiter der Anstaltsklinik tätig waren. Ab 1777 begann er ein Medizinstudium an der Universität Halle unter anderem bei Philipp Adolph Böhmer und Johann Christlieb Kemme, besuchte aber auch Vorlesungen über Physik und Physiologie bei Johann Peter Eberhard und Wenceslaus Johann Gustav Karsten sowie Naturgeschichte bei Johann Friedrich Gottlieb Goldhagen. 1782 wechselte er an die Universität Göttingen, wo er bei Johann Friedrich Blumenbach, Georg Christoph Lichtenberg und Johann Georg Heinrich Feder sein Studium beendete. Zu dem Chemiker Friedrich Stromeyer fand er ein tiefes persönliches Verhältnis, beide führten später einen ausgedehnten Briefwechsel.
Im Herbst 1783 promovierte Juncker an der Medizinischen Fakultät der Universität Halle mit der Dissertation De Caussis Aegritudinum Therapeuticis, eisque Superstruendo Aegritudinum Systemate zum Doktor der Medizin. Er ging zunächst für einen anatomischen Kurs nach Berlin und arbeitete später als Privatdozent und Praktischer Arzt in Halle. 1787 veröffentlichte er seine erste größere Arbeit Grundsätze der Volksarzneikunde, die in der Fachwelt positiv rezensiert wurde und ab 1788 Versuch einer allgemeinen Heilkunde, die in zwei Teilen bis 1791 erschien.
Im Juli 1788 erhielt er eine außerordentliche Professur der Medizin an der Halleschen Universität, 1791 wurde er zum ordentlichen Professor der Medizin mit einem Gehalt von 100 Talern ernannt. Er selbst hielt nun Vorlesungen über Therapie, Pathologie und Volksarzneikunde. Auf Grund der positiven Resonanz seiner Schriften erhielt er 1790 einen Ruf nach Russland, den er aber ablehnte. Juncker setzte sich stark für die zu diesem Zeitpunkt entwickelte Möglichkeit der Pockenimpfung ein. Er publizierte mehrere Schriften über das Thema, unter anderem von 1792 bis 1794 die Gemeinnützige Vorschläge und Nachrichten über das beste Verhalten der Menschen in Rücksicht der Pockenkrankheit.
Im Herbst 1798 erkrankte er schwer an einem Magenleiden. Auf der Rückfahrt von Magdeburg nach Halle verstarb Johann Christian Wilhelm Juncker völlig unerwartet am 27. Dezember 1800 im Alter von 39 Jahren. In seiner Kutsche saß nur noch ein weiterer Fahrgast, der den Tod Junckers aber nicht bemerkte, da er annahm, dass dieser schliefe. Somit konnte auch der genaue Sterbeort nicht festgestellt werden. Eine Obduktion durch den Anatom Philipp Friedrich Theodor Meckel in Halle ergab als Todesursache einen Schlaganfall. Juncker wurde auf dem halleschen Stadtgottesacker bestattet. Sein Grab befindet sich im Gruftbogen 17, in dem auch sein Großvater und Vater beigesetzt wurden. Ihm zu Ehren wurde im Juni 2018 eine Gedenktafel auf dem Stadtgottesacker eingeweiht. Juncker war Mitglied der Preußischen Akademie der Wissenschaften in Berlin und der Helvetischen Gesellschaft correspondierender Ärzte und Wundärzte in Zürich.

### Ehe und Nachkommen
Johann Christian Wilhelm Juncker heiratete am 9. Februar 1794 Anne Esther Marguarithe (1768–1829), die Tochter einer französischen Hugenottenfamilie, die sich in Halle angesiedelt hatte. Der Vater François Plantier (1729–1788) betrieb ein Pfand- und Leihhaus in Halle. Ihre gemeinsame Tochter Charlotte Juncker (1795–1866) impfte der Vater im August 1800 während einer verheerenden Pockenepidemie die Kuhpocken selbst ein. Er beschrieb die Behandlung und den Verlauf der Krankheit in einem Aufsatz. Eine Nachimpfung im folgenden Jahr verhinderte allerdings sein früher Tod. Charlotte war damit das erste Kind, das in Halle eine Schutzpockenimpfung erhielt. Sie heiratete 1816 den Romanisten Ludwig Gottfried Blanc. Anne Esther Marguarithe, seine Frau, heiratete im Juni 1803 in zweiter Ehe Karl Pollau, den Lombard-Direktor in Halle.

## Veröffentlichungen (Auswahl)
- De Caussis Aegritudinum Therapeuticis, eisque Superstruendo Aegritudinum Systemate. (Dissertationsschrift), Halle 1783.
- Versuch einer allgemeinen Heilkunde zum Gebrauche akademischer Vorlesungen : Nebst vorläufigen Bemerkungen theils über einige Mittel, die Arzeneykunst zu vervollkommnen und den Nutzen vorhandener medicinischer Kenntnisse in der wirklichen Welt zu betreiben; theils über die Einrichtungsart therapeutischer Anweisungen. Halle 1788 (Digitalisat)
- Grundsätze der Volksarzneikunde. Zur bequemeren Benutzung des mündlichen Vortrages seinen Herren Zuhörern entworfen. Halle 1787 (Digitalisat)
- Conspectus rerum quae in Pathologia medicinali pertractantur. Sumptibus Orphanotrophei, Halle / Magdeburg 1789 (Digitalisat) 1790  (Digitalisat)
- Etwas über die Weinbergskrankheit des verstorbenen Doctor Bahrdt's und ähnlicher noch lebender Kranken. Den Nichtärzten zur freundschaftlichen Warnung mitgetheilt. Hemmerde und Schwetschke, Halle 1792 (Digitalisat)
- Gemeinnützige Vorschläge und Nachrichten über das beste Verhalten der Menschen in Rücksicht der Pockenkrankheit. Halle 1792–1796.
  - Gemeinnützige Vorschläge und Nachrichten über das beste Verhalten der Menschen in Rücksicht der Pockenkrankheit. Erster Versuch für die mittlern Stände nebst einem Anhange für Aerzte. Halle 1792 (Digitalisat)
  - Gemeinnützige Vorschläge und Nachrichten über die Pockenkrankheit. Für Deutschlands Aerzte. Ein Vorschlag aus der Volksarzneywissenschaft. Hemmerde und Schwetschke, Halle 1795 (Digitalisat)
- Archiv der Aerzte und Seelsorger wider die Pockennoth. Weygandsche Buchhandlung, Leipzig 1797, 2. Stück (Digitalisat), 3. Stück (Digitalisat)